# Mission Of Love
A Mission Of Love című dal az ausztrál Jason Donovan második kimásolt kislemeze az All Around the World című 3. stúdióalbumról. Eredetileg ez lett volna az első kimásolt kislemez, azonban az Any Dream Will Do című dal ezen a stúdióalbumon hallható először, így a "Mission Of Love" így a második dal az albumról. A dal mérsékelt siker volt, és csupán a belga, illetve az angol kislemezlistára került fel. 

## Megjelenések
CD Single  Németország Polydor – 863 285-2
1. Mission Of Love	3:59
2. Mission Of Love (12" Mix) 6:07
3. Mission Of Love (The V'mix Remix) 7:58
4. Whenever The Sun Goes Down	3:49

## Slágerlista
| Slágerlista (1992)                               | Legjobb helyezések |
| ------------------------------------------------ | ------------------ |
| Belgium (Ultratop 50 Flanders)                   | 25                 |
| Egyesült Királyság (The Official Charts Company) | 26                 |